# 金子文紀
金子 文紀（かねこ ふみのり、1971年 - ）は、日本のテレビドラマの演出家、映画監督。TBSテレビ制作部（旧TBSエンタテインメント）所属。

## 経歴・人物
長野県出身。長野県松本深志高等学校、早稲田大学理工学部機械工学科卒業。大学在学中は無人島研究会、テレビ放送研究会に所属していた。
1993年入社。『Sweet Home』『人間・失格〜たとえばぼくが死んだら』などのドラマで演出補を経てデビュー。『木更津キャッツアイ』で初のチーフディレクターを務める。
TBS系列制作の宮藤官九郎や堤幸彦の作品を、よく演出・監督をしている。ただし宮藤が手がける『うぬぼれ刑事』と堤が手がける『SPEC』では、映画『大奥』の撮影で多忙のため、1話しか関わっていない。
2024年7月1日付でドラマ制作部エキスパート（局長待遇）に昇格した。

## 受賞歴
- ザテレビジョンドラマアカデミー賞 監督賞
  - 第20回（堤幸彦、伊佐野英樹、今井夏木と共に）（『ケイゾク』）[3]
  - 第25回（堤幸彦、伊佐野英樹と共に）（『池袋ウエストゲートパーク』）[4]
  - 第31回（堤幸彦と共に）（『ハンドク!!!』）[5]
  - 第32回（片山修、宮藤官九郎と共に）（『木更津キャッツアイ』）[6]
  - 第45回（片山修、坪井敏雄と共に）（『 タイガー&ドラゴン』）[7]
  - 第59回（石井康晴と共に）（『流星の絆』）[8]
  - 第66回（宮藤官九郎、吉田健、土井裕泰と共に）（『うぬぼれ刑事』）[9]
  - 第67回（堤幸彦・加藤新・今井夏木と共に）（SPEC〜警視庁公安部公安第五課 未詳事件特別対策係事件簿〜』）[10]
  - 第91回（土井裕泰と共に）（『逃げるは恥だが役に立つ』）[11]
  - 第92回（土井裕泰、坪井敏雄と共に）（『カルテット』）[12]
  - 第107回（山室大輔、福田亮介と共に）（『俺の家の話』）[13]
  - 第119回（坂上卓哉・古林淳太郎・渡部篤史・井村太一と共に）（『不適切にもほどがある!』）[14]
- 2017年
  - 東京ドラマアウォード2017 演出賞（『逃げるは恥だが役に立つ』､『カルテット』､『あなたのことはそれほど』）[15]
- 2024年
  - 東京ドラマアウォード2024 脚本賞（『不適切にもほどがある!』）[16]

## 作品
※は宮藤官九郎の作品。◎は堤幸彦の作品。

### ドラマ
太字はチーフ演出作品。
- ランデヴー（1998年）
- PU-PU-PU-（1998年）
- ケイゾク（1999年）◎
- グッドニュース（1999年）
- コワイ童話 親ゆび姫（1999年）※
- 悪いオンナ 占っちゃうぞ（2000年）※
- 悪いオンナ シャッフル（2000年）
- 池袋ウエストゲートパーク（2000年）※◎
- 教習所物語（2000年）
- 白い影（2001年）
- 天国に一番近い男 教師編（2001年）
- ハンドク!!!（2001年）◎
- 木更津キャッツアイ（2002年）※
- ヨイショの男（2002年）
- きみはペット（2003年）
- 末っ子長男姉三人（2003年）
- 砂の器（2004年）
- ビー・バップ・ハイスクール（2004年、2005年）
- タイガー&ドラゴン（2005年）※
- 恋の時間（2005年）
- 僕たちの戦争（2006年）
- 特急田中3号（2007年）
- 歌姫（2007年）
- 流星の絆（2008年）※
- ぼくの妹（2009年）
- 小公女セイラ（2009年）
- うぬぼれ刑事（2010年）※
- SPEC〜警視庁公安部公安第五課 未詳事件特別対策係事件簿〜（2010年）◎
- 生まれる。 （2011年）
- 専業主婦探偵〜私はシャドウ（2011年）
- パパドル!（2012年）
- 大奥〜誕生［有功・家光篇］（2012年）
- 名もなき毒（2013年）
- こうのとりのゆりかご〜「赤ちゃんポスト」の6年間と救われた92の命の未来〜（2013年）
- ペテロの葬列（2014年）
- ごめんね青春!（2014年）※
- コウノドリ第1シリーズ（2015年）
- 99.9-刑事専門弁護士-（2016年）
- 逃げるは恥だが役に立つ（2016年）
  - 逃げるは恥だが役に立つ ガンバレ人類! 新春スペシャル!!（2021年）
- カルテット（2017年）
- あなたのことはそれほど（2017年）
- 監獄のお姫さま（2017年）演出・プロデュース※
- きみが心に棲みついた（2018年）
- チア☆ダン（2018年）
- 大恋愛〜僕を忘れる君と（2018年）
- わたし、定時で帰ります。（2019年）
- G線上のあなたと私（2019年）
- 恋はつづくよどこまでも（2020年）
- 俺の家の話（2021年）※
- 100万回 言えばよかった（2023年）
- 不適切にもほどがある!（2024年）※

### 映画
- 木更津キャッツアイ 映画版
  - 木更津キャッツアイ 日本シリーズ（2003年）※
  - 木更津キャッツアイ ワールドシリーズ（2006年）※
- 男女逆転『大奥』シリーズ
  - 大奥（2010年）
  - 大奥〜永遠〜［右衛門佐・綱吉篇］（2012年）